# Jaume Pitarch
Jaume Pitarch (Barcelona, 1963) és un artista català que treballa sobre la qüestió de l'extraviament com a aspecte consubstancial a l'ésser humà. La seva obra és present a molts museus d'art contemporani de l'Estat espanyol i ha exposat arreu d'Espanya, Londres i Nova York.

## Biografia
Pitarch es va formar a Londres. Inicialment interessat en la pintura, ha anat desplaçant 
el seu camp de treball cap a una investigació dels usos i abusos de la imatge en el món d'avui. Ha exposat a reconegudes galeries de Madrid, Barcelona, Nova York, londres, lió i Brussel·les. té obra a les col·leccions del MACBA i la Fundació Vila casas a Barcelona i al Royal college of Art a Londres.

## Obra
Treballa habitualment amb elements fabricats o habitats per l'home o que l'han ajudat a fer-se una idea de si mateix i del món que l'envolta. Normalment desmunta i reconstrueix aquests elements.

### Nadala 2012
Fou l'encarregat de realitzar la Nadala de 2012 de la Fundació Joan Miró, projecte anteriorment realitzat per artistes com Perejaume, Ignasi Aballí, Tere Recarens, Antoni Llena o Fernando Prats. La instal·lació de Pitarch es fa al Pati de l'Olivera, i consisteix en un cotxe estrellat, un vehicle luxós amb aparença de servei diplomàtic, un símbol de poder i fiabilitat i objecte de desig en una societat tan materialista com la nostra. La ràdio del cotxe encara sona i emet els butlletins informatius en temps real. La peça, per tant, cal llegir-la en clau d'actualitat. L'accident encara està passant en una mena de present continu.

## Exposicions rellevants
- 1992 - Kepler Gallery, London
- 1994 - Salama Caro Gallery, London
- 1997 - No Tocar, Galería Dels Àngels, Barcelona
- 1997 - Untitled, Universidad de Salamanca, Salamanca
- 1998 - ON, Centre Cultural Fundació “La Caixa”, Lleida
- 1998 - Work in Progress, Galerie de l'Ecole Supérieure des Beaux Arts, Grenoble
- 2000 - Orbis Mundana, Galeria Dels Àngels, Barcelona
- 2002 - Disposable realities, Hales Gallery, London
- 2002 - Les Fleurs du Petit Mal, Galeria Dels Àngels, Barcelona
- 2004 - LOOP'04 FAIR, Barcelona, Galeria Dels Àngels
- 2005 - Domestic Actions, Mjellby Konstmuseum, Halmstad
- 2006 - ARCO'06, Madrid, Dust to dust, Galeria Dels Àngels "16 proyectos de arte español" curated by Maria de Corral
- 2006 - LOOP'06 FAIR, Barcelona, Galeria Dels Àngels
- 2006 - Some almost broken things, Spencer Brownstone Gallery, New York
- 2008 - ARCO'08, Madrid. “Solo Projects”. Curated by Carolina Grau. àngels barcelona
- Galeria Fúcares, Madrid
- 2008 - Galería Antonia Puyó, Zaragoza
- 2008 - Spencer Brownstone Gallery, New York
- 2011 - Galerija Vartai, Vilnius, Lituania
- 2012 - Fundació Joan Miró
- 2013 - Butterfly, Galeria àngels barcelona, Barcelona
- 2015 - ARCO '15, Madrid

## Premis i reconeixements
- 1998 - Spike Island Fellowship, Finalist prize, Henry Moore Foundation, UK
- 1998 - Pépières Européenes pour Jeunes Artistes, Grenoble
- 1999 - Centre de Sculpture, Fondeire de la Dure, Barry Flanagan Fellowship, Montolieu
- 1999 - Absolut Vodka- Absolut RCA, 2nd prize, London
- 2003 - Gran Premi Salon Europeén des Jeunes Createurs
- 1993 - Paris Studio Award, Royal College of Art, Cité Internationale des Arts, Paris